# Ancienne église troglodytique Sainte-Croix
L'ancienne église troglodytique Sainte-Croix est un édifice situé à Ceyssac, en France.

## Localisation
L'église est située sur le territoire de la commune de Ceyssac, dans le département  de la Haute-Loire, en région Auvergne-Rhône-Alpes.

## Description
L'église est édifiée au XIIe siècle, elle a la particularité d'être appuyé sur la roche naturelle. Il s'agit d'une petite église à simple nef dont l'accès se fait par un large narthex, avec une petite chapelle à chaque extrémité et terminée par une abside. La chapelle Saint-Antoine (côté nord) est reconstruite en 1732. La façade occidentale présente un portail en plein cintre à appareillage de couleur dont les retombées sont supportées par des chapiteaux sculptés et deux fines colonnettes. A l'étage, la baie a été agrandie à l'époque moderne. Le clocher à arcades, remanié, se trouve en retrait. L'intérieur est voûté en berceau. Les parois latérales de la nef sont animées par des arcatures aveugles reposant sur des chapiteaux sculptés dans la partie occidentale, des chapiteaux moulurés et carrés dans la partie orientale. Cette église a été affectée au culte jusqu'en 1873.

## Historique
L'église est classée au titre des monuments historiques par arrêté du 24 septembre 1975.